# Ingrid Helene Håvik
Ingrid Helene Håvik (nascida em 1987 em Ålesund, Noruega) é uma cantora e compositora norueguesa. É mais conhecida como vocalista da banda Indie-pop Highasakite. Em novembro de 2013, e com o nome artístico Ingrid lançou um álbum a solo entitulado Babylove.

## Biografia
Håvik é uma ex-membro do grupo Your Headlights Are On, com um álbum auto-intitulado em 2011. A banda Highasakite foi formada nesse mesmo ano, seguindo-se o lançamento do álbum All That Floats Will Rain, com Ingrid Håvik como um dos principais compositores neste trabalho inicial. O segundo álbum Silent Treatment foi lançado em 2014, com todas as músicas e letras da autoria desta artista. Graças a este álbum, Ingrid Håvik venceu a categoria de Compositor durante o prémio Spellemannprisen de 2014. Na mesma data foi nomeada na categoria de Letrista, enquanto a banda ganhou na categoria de Grupo Pop do Ano por aquele álbum.
Colaborou como cantora convidada no álbum MTV Unplugged – Summer Solstice dos a-ha, gravado em fins de junho de 2017. Canta também The Sun Always Shines On TV, com o artista Morten Harket.
Foi nomeada embaixatriz do NTNU-jazz durante 2017–2018, um título atribuído anualmente a um artista ou grupo de jazz com relevo e representação da NTNU e da comunidade de jazz em Trondheim.
Venceu o Musikkforleggerprisen duas vezes, nas categorias de descoberta do ano em 2015, e obra do ano, na categoria de música popular em 2016.